# 澄川喜一
澄川 喜一（すみかわ きいち、1931年5月2日 - 2023年4月9日）は、日本の彫刻家。勲等は文化勲章。東京芸術大学名誉教授、学校法人國學院大學顧問、日本芸術院会員、文化功労者。

## 人物
島根県出身の彫刻家である。東京芸術大学美術学部教授を経て学長を務め、金沢美術工芸大学では客員教授を務めた。新制作協会の会員であり、2006年には委員長を務めた。日本芸術院会員にも選任され、文化功労者となった。また、島根県芸術文化センター グラントワのセンター長、石見美術館の館長、財団法人横浜市芸術文化振興財団の理事長などを歴任した。

## 来歴

### 生い立ち
島根県六日市町（現・吉賀町）生まれ。山口県立岩国工業高等学校機械科卒業。東京芸術大学美術学部彫刻科卒業。

### 彫刻家として
大学卒業後に助手として採用され、同大学専任講師、助教授を経て教授。東京芸術大学学長を歴任。「そりのあるかたち」シリーズで知られる作家。新制作協会会員。1998年紫綬褒章受章、2003年日本芸術院賞・恩賜賞受賞、2008年文化功労者、2020年文化勲章受章。安藤忠雄と共に、東京スカイツリーのデザイン監修を務める。
2023年4月9日、死去。91歳没。

## 主な彫刻作品の設置場所
- 「そりとそぎのあるかたち」1981年、神戸市立中央体育館北側 神戸市中央区楠町4
- 「大蛇の彫刻」 奥出雲たたらと刀剣館 島根県仁多郡奥出雲町横田1380-1
- 「リチャード・ブラントン胸像」 1991年、横浜市横浜公園
- 「翔」「翼」國學院大學渋谷キャンパス
- 「TO THE SKY」東京スカイツリー
- 「TO THE SKY」碧南市立東中学校 昇降口前

## 賞歴
- 第23回新制作展新作家賞（1960年）
- 第1回神戸須磨離宮公園現代彫刻展・宇部市野外彫刻美術館賞（1968年）
- 第1回現代国際彫刻展コンクール賞（1969年）
- 第8回平櫛田中賞、第7回長野市野外彫刻賞、第8回現代日本彫刻展・宇部市野外彫刻美術館賞（1979年）
- 第7回神戸須磨離宮公園芸術彫刻展・神戸須磨離宮公園彫刻賞、中原悌二郎優秀賞（1980年）
- 第1回東京野外現代彫刻展優秀賞（1983年）
- 栃木県小山彫刻展大賞（1984年）
- 第13回吉田五十八賞、第1回倉吉市緑の彫刻賞（1988年）
- 第10回本郷新賞（2001年）
- 日本芸術院賞・恩賜賞（2003年）

## 栄典
- 紫綬褒章（1998年）
- 紺綬褒章（1999年）
- 文化功労者（2008年）
- 文化勲章（2020年）[3][4]